# Hans Wegner
Hans Jørgen Wegner (Tønder, 2 aprile 1914 – Copenaghen, 26 gennaio 2007) è stato un designer danese.

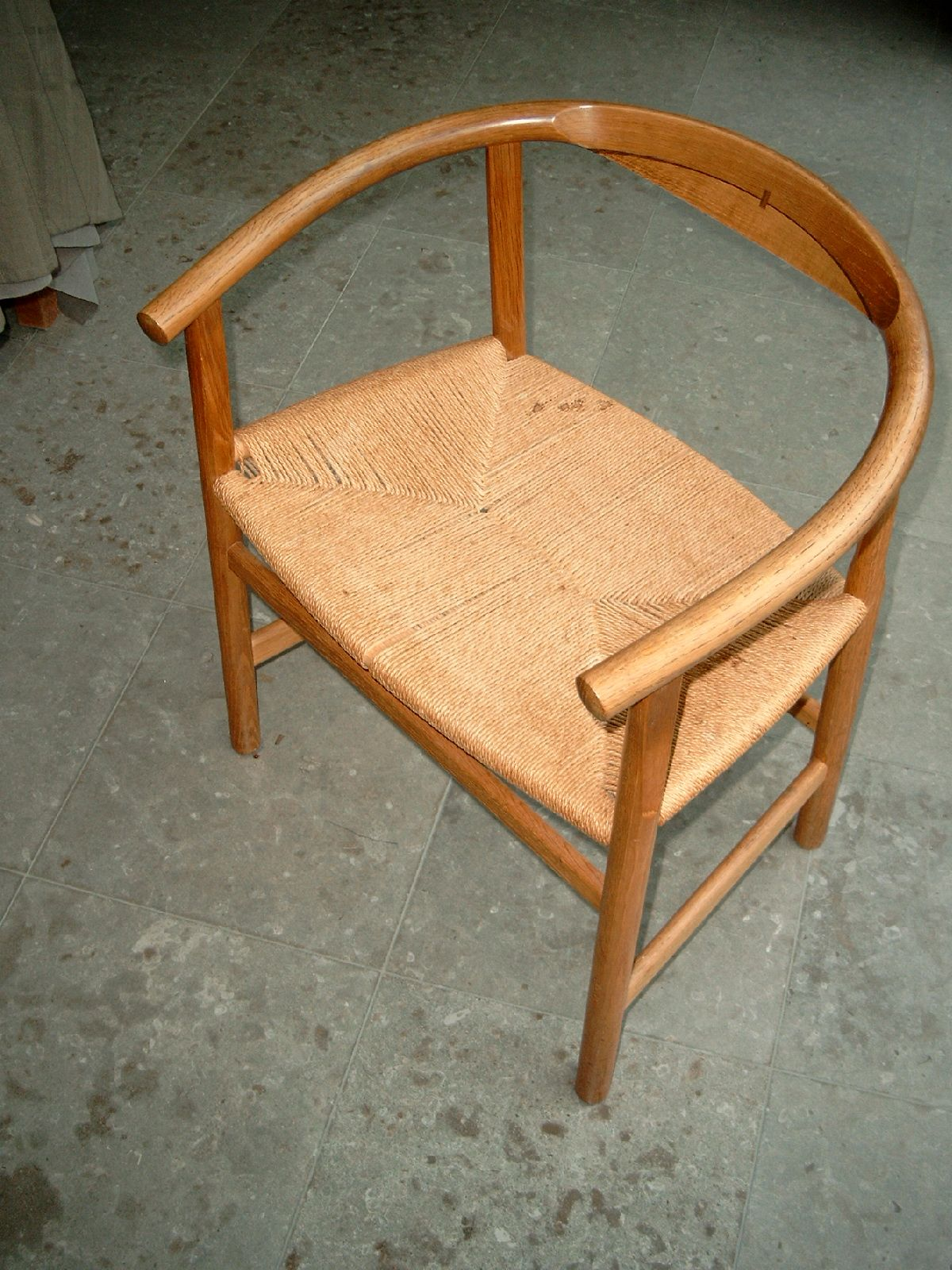
La Round Chair, forse la più celebre realizzazione di Wegner

È tra i maggiori rappresentanti dell'organicismo, corrente del modernismo che ha caratterizzato la produzione di molti designer scandinavi, rendendo celebre uno stile che perdura nel tempo, che unisce eleganza, forme organiche e funzionalità.
Nella sua enorme produzione si contano circa 500 sedie, 100 delle quali sono entrate in produzione. Fra queste si annoverano alcune delle sedie riconosciute come icone del design a livello mondiale.

## Biografia

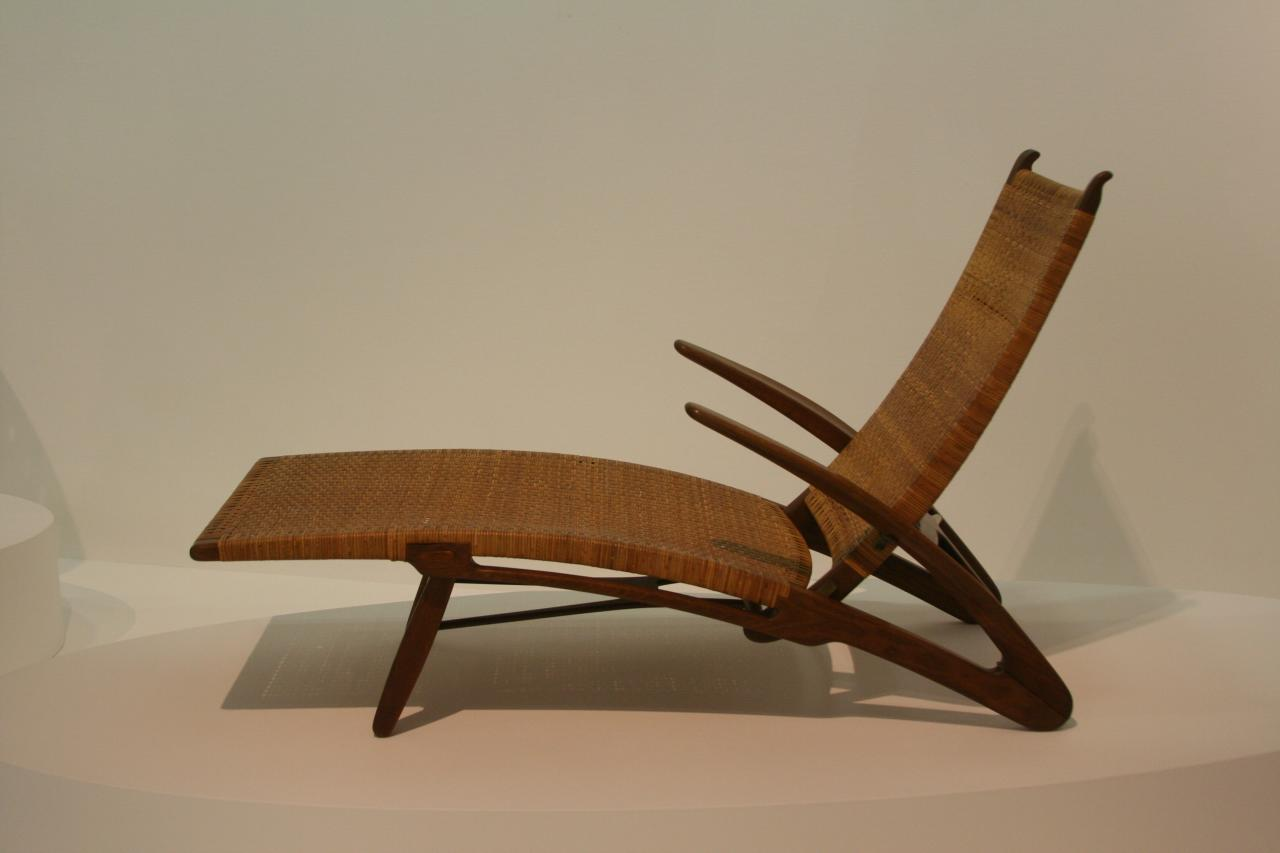
Sedia di Wegner esposta al Centro Pompidou di Parigi

Figlio di un calzolaio della Danimarca del sud, da giovane lavorò come apprendista presso un ebanista. Approdò tardi agli studi, e quando, a partire dal 1938 fu alle dipendenze dei già affermati architetti Erik Møller e Flemming Lassen, cui più tardi si aggiunse Arne Jacobsen, per la realizzazione del municipio di Aarhus, si occupò esclusivamente del design di interni. Dopo altre collaborazioni con Jacobsen, Wegner si mise in proprio avvalendosi della collaborazione di Børge Mogensen.
Fondamentale nel suo successo commerciale fu il connubio con il marchio Carl Hansen & Søn, che produsse la maggior parte delle sue creazioni più fortunate. Una produzione vastissima, soprattutto per quanto riguarda le sedute, che Wegner portò avanti fino alla soglia degli 80 anni.

## Opere
Alcune opere chiave della produzione di Wegner sono:
- J16 Rocking Chair, 1944
- Chinese Chair (no.1), 1944
- Chinese Chair (no.4), 1945
- Peacock Chair, 1947, ispirata alla Sedia Windsor, con lo schienale che richiama la ruota di un pavone
- Round Chair o The Chair, 1949, nata dalla collaborazione con il mobiliere Johannes Hansen, è caratterizzata dalla spalliera costituita da un'asse di legno tondo sagomata a fungere anche da braccioli. Immortalata da un celebre testa a testa televisivo del 1961, nel quale entrambi i contendenti alla presidenza degli Stati Uniti d'America, John F. Kennedy e Richard Nixon, sedevano su una "Round Chair".
- Folding Chair, 1949, caratterizzata dalla presenza di un gancio che permette di appenderla
- Wishbone Chair, 1949, oggi conosciuta come CH24 Wishbone chair o sedia a Y, in produzione Carl Hansen & Søn dal 1950, una delle sedie più vendute e copiate al Mondo
- Flag Halyard Chair, 1950
- Valet Chair, 1953
- Ox Chair, 1960, poltrona imbottita
- Shell Chair, 1963